# Jason Todd
Pour les articles homonymes, voir Todd.
Jason Todd est un personnage de fiction créé par Gerry Conway et Don Newton dans Detective Comics no 524 en 1983. Il a porté le costume de Robin, succédant à Dick Grayson. Il apparaît aujourd'hui sous le nom de Red Hood.

## Biographie fictive
À l'origine, Jason est un orphelin survivant seul dans les rues sombres de Gotham, son père ayant été tué par Double-Face. Il se fera adopter par Bruce Wayne après que ce dernier le prit en flagrant délit en tentant de voler les roues de la Batmobile. Il prendra rapidement la succession de Dick Grayson dans le rôle de Robin, mais contrairement à son prédécesseur il est plus imprudent et sanguin. 
Jason Todd sera torturé et assassiné par le Joker, alors qu'il enquêtait au Moyen-Orient sur sa mère biologique. Batman se sent responsable du décès de Jason et il en devient plus violent. Il refuse de reprendre un nouvel équipier jusqu'à l'arrivée de Tim Drake, qui deviendra le troisième Robin.
Les années passent et Jason Todd reste l'un des remords permanents de Batman, qui lui voue un mémorial dans la Batcave en gardant son costume de Robin sous verre.
En 2003, dans la saga de Jim Lee nommée Silence, Batman combat Jason Todd apparemment ressuscité, mais il ne s'agit en réalité que du méchant Gueule d'argile qui, grâce à ses pouvoirs, a pris l'apparence du défunt héros. 
Puis c'est en 2005 que Jason Todd revient sur le devant de la scène sous le masque de Red Hood. Prenant soin de garder son identité secrète, il remet sérieusement en cause la méthode de Batman et décide de rendre justice de manière plus expéditive en traquant brutalement les criminels, allant jusqu'à les tuer. Red Hood s'en prendra par-dessus tout à Black Mask, à qui il livrera une guerre sans pitié pour prendre le contrôle du crime organisé afin de maintenir l'ordre et de réguler le chaos à Gotham. Il enlève le Joker pour le punir et se venger de lui, et n'hésite pas à lui faire subir la même torture que le clown lui a autrefois fait subir : il le passe à tabac avec un pied de biche. 
C'est lors d'un combat épique avec Batman que Jason révèle son identité au Chevalier Noir, et sa colère que ce dernier ne l'ait pas vengé après sa mort. Jason disparaît ensuite mais Bruce souhaite lui venir en aide malgré tout.
Il réapparaît un an après Infinite Crisis. Se faisant passer pour Nightwing, il tue dans les rues de New York. Après un affrontement avec Dick Grayson et des gangsters, il se réconcilie en partie avec la Bat-famille. 

### New 52
Dans la nouvelle continuité des New 52, même s'il utilise toujours des armes, Red Hood devient une sorte d'antihéros, se rapprochant un peu plus du bon côté notamment en créant son propre groupe de héros, les Outlaws, avec Starfire et Arsenal. Ils seront remplacés par la suite par Bizarro, le clone raté de Superman, et Artémis, une guerrière Amazone. Ce changement a pour but de créer une toute nouvelle trinité bien plus sombre que l'originale. En arborant le symbole d'une chauve-souris rouge sur son torse, Jason Todd est enfin réintégré dans la « Bat-Famille », qui l'accepte à nouveau parmi elle, même si Damian Wayne apprécie peu ce dernier et le lui fait savoir.

### Batman: Arkham Knight
Dans le jeu vidéo Batman: Arkham Knight, Jason Todd apparaît sous le masque du Chevalier d'Arkham. Il fait preuve d'une profonde haine et d'une rancœur insatiable envers Batman pour l'avoir laissé pour mort, détenu en secret durant un an dans une aile abandonnée de l'Asile d'Arkham, entre les mains sadique du Joker, mais aussi des autres pensionnaires et l'avoir remplacé par un autre Robin. Son histoire est détaillée dans les comics dérivés des jeux.
Durant les événements d'Arkham Asylum, il parvient à s'évader de l'asile avec l'aide de Deathstroke, qu'il paye grassement avec de l'argent détourné de Wayne Enterprises, et décide de créer une milice préparée aux tactiques du Chevalier Noir avec l'aide du mercenaire. Après un entraînement au Venezuela et avoir espionné Batman et volé une partie des plans de sa technologie, Jason se fait fabriquer une armure et se renomme le "Chevalier d'Arkham", nom que lui a donné Harley Quinn après l'avoir vu tuer des hommes de main du Joker, déguisés en Batman pour le torturer.
Pour mettre son plan à exécution, il s'associe avec l'Épouvantail en lui promettant de lui révéler tous les secrets et les peurs de Batman. Ensemble, ils parviennent à faire évacuer Gotham, permettant à la milice de prendre le contrôle de la ville. Par la suite, il se confronte à plusieurs reprises à son ancien mentor qui ne le reconnait pas, ce dernier pensant que Jason était toujours mort.
C'est après avoir enlevé le commissaire Gordon que l'on apprend sa véritable identité et une confrontation a alors lieu avec le Chevalier Noir. Ce dernier tente de le raisonner et s'excuser mais Jason coupe court à la conversation et disparaît. Il semble néanmoins avoir retrouvé la raison et sauve son ancien mentor des griffes de l’Épouvantail. Il revêt par la suite le costume de Red Hood pour combattre Black Mask.

## Description

### Physique
Il est représenté comme ayant les cheveux d'un noir corbeau avec parfois une mèche de cheveux blanche, même s'il a été expliqué dans Revenge of Red Hood (Batman and Robin no 4-6, 2009-2010) qu'il avait les cheveux roux et que Batman lui a teint les cheveux pour qu'il ressemble davantage au premier Robin et donc à Dick Grayson. 
L'entraînement subi durant toute son adolescence par le Chevalier noir lui a permis d'obtenir une musculature impressionnante. Par sa stature imposante, il a une grande force physique. Il possède également toutes les caractéristiques et compétences nécessaires dans des domaines variés pour toutes les situations. Ne possédant pas l'agilité inégalable de son prédécesseur, il compense via une excellente maîtrise du corps à corps et des armes, ce qui fait de lui un adversaire redoutable à courte comme à longue distance.
Il a été rigoureusement entraîné par Batman, mais sa nature plus nerveuse et taciturne lui donne des prédispositions à la violence. C'est un avantage lorsqu'il se retrouve dans des situations où cela l'exige, mais il est cependant plus craint qu'apprécié.

### Personnalité
Jason était un Robin plutôt turbulent, agité et agressif. Plus vieux, il est d'une nature froide et taciturne, comme Batman mais en bien plus violent. Bien qu'étant de nature solitaire, il lui arrive parfois d'être accompagné des membres de la "Bat-famille". Depuis le reboot des New 52, Jason est mis bien plus en avant dans le groupe de Batman, et bien qu'il agisse seul et toujours avec des armes, il montre un vrai sens du travail d'équipe avec Tim Drake ou avec l'équipe des Outlaws dont il est le leader. Il est souvent comparé à Dick Grayson car leurs natures et la manière dont ils procèdent pour s'occuper de la criminalité les opposent.

### Capacités et équipements
Jason n'a pas de super-pouvoirs, il a été cependant rigoureusement entraîné par Batman et devient l'un de ses fils adoptifs. 
C'est un expert en armes à feu et possède une maîtrise parfaite de plusieurs arts martiaux et de self défense. Il a également accès à des ressources financières presque illimitées. Durant ses multiples affrontements, il utilise toutes sortes de gadgets dissimulés sur lui, mais il n'est cependant pas équipé d'une armure tactique avancée comme celle de Batman ou des autres membres de la bat-famille, ayant un style plus civil et moins tape-à-l’œil. 
En Red Hood, il est avant tout reconnaissable par son casque rouge et sa veste en cuir marron.
Avec son équipe, les Outlaws, ils créent leurs propres repaires secrets, donnant étonnamment accès à la bat-cave, ainsi qu'à un arsenal militaire impressionnant et d'autres techniques de pointe.

## Création du personnage
Après le départ de Dick Grayson qui prend l'identité de Nightwing, un nouveau Robin dut être créé pour ne pas laisser Batman seul et continuer le « Duo Dynamique ». Jason apparaît pour la première fois dans Detective Comics no 524 en 1983 et fut au départ créé avec une origine semblable à celle de Dick Grayson : un jeune artiste de cirque dont les parents sont assassinés. Cependant, pour le démarquer du premier Robin et en faire un personnage à part entière, son origine fut modifiée après Crisis on Infinite Earths. En 1987, dans Batman no 408, il devient un enfant des rues recueilli par Batman alors qu'il tentait de voler les pneus de la Batmobile.
Sa mort aux mains du Joker fût le résultat d'un vote des fans proposé par l'éditeur Dennis O'Neil devant l'apparente impopularité du personnage, tandis que sa résurrection fût l'occasion de récréer le personnage en explorant davantage sa part d'ombre. Sous le masque du Red Hood, cette nouvelle version de Jason Todd est en effet plus violente que jamais puisqu'il tue désormais les criminels et utilise principalement des armes à feu, enfreignant ainsi les deux principales règles qui lui étaient autrefois imposées par Batman.

## Publications
- 1988 : Enfer blanc (The Cult), scénario de Jim Starlin et dessins de Bernie Wrightson
- 1988 - 1989 : Un Deuil dans la famille (A Death in the Family), scénario : Jim P. Starlin et dessins : Jim Aparo.
- 2002 - 2003 : Silence (Hush), scénario : Jeph Loeb et dessins : Jim Lee.
- 2005 - 2006 : L’Énigme de Red Hood (Under The Red Hood), scénario : Judd Winick et dessins : Doug Mahnke, Shane Davis.
- 2009 : Batman: Battle for the Cowl, scénario : Tony Daniel et dessins : Tony Daniel.
- 2010 - 2011 : Red Hood : Jours perdus (Red Hood : The Lost Days), scénario : Judd Winick et dessins : Jeremy Hau.
- 2012 : Red Hood and the Outlaws

## Dans les autres médias

### Film d'animation
- 2010 : Batman et Red Hood : Sous le masque rouge (Warner Premiere).

Dans ce film, on apprend que c'est grâce au puits de Lazare de Ra's al Ghul que Jason a été ressuscité, mais cette expérience le rend fou, perdant la mémoire temporairement. Il s'échappe et on le perd de vue jusqu'à ce qu'il revienne sous le masque de Red Hood.
- 2018 : Batman Ninja

### Séries télévisées
- 2010 : La Ligue des justiciers : Nouvelle Génération (Young Justice) : Bien que n'apparaissant pas physiquement, on peut voir son mémorial dans l'épisode 8 de la saison 2, ce qui sous entend qu'il avait fait partie de l'équipe.

Dans la saison 3, il apparaît sous les traits d'un des gardes du corps de la « Tête du Démon ». Après une confrontation avec Nightwing, alors que celui-ci part, on voit Talia tenir un enfant (supposément Damian) puis le garde du corps murmure « Grayson » ce à quoi Ra's répond par un « Tu retrouves donc la mémoire ? ».
Son apparence est un mélange entre sa nouvelle tenue et celle de la Ligue des Assassins. 
- 2018-2023 : DC Titans. Le personnage, joué par Curran Walters, fait son apparition à la fin de l'épisode 5 de la saison 1. L'épisode 6, intitulé Jason Todd, lui est dédié. Le personnage rejoint les Titans et devient l'un des personnages principaux dans les saisons 2 et 3 ou il finit par devenir Red Hood dans la troisième saison à la suite de sa mort et de sa résurrection.
- 2019 : Supergirl (saison 5, épisode 9 - crossover Crisis on Infinite Earths) joué par Curran Walters.
- 2020 : Legends of Tomorrow (saison 5, épisode 1 - crossover Crisis on Infinite Earths) joué par Curran Walters.

### Jeux vidéo
- 2014: Lego Batman 3: Au-delà de Gotham
- 2015 : Batman Arkham Knight : Jason est l'un des protagonistes principaux du jeu. Des années après avoir été capturé, torturé et presque tué par le Joker, Jason devenu l'Arkham Knight voue une haine envers son ancien mentor qui n'est jamais venu le sauver. Formant une milice et s'alliant aux différents super-vilains, Jason lance une attaque massive sur Gotham, prenant le contrôle de la ville et capturant Barbara Gordon / Oracle. Après plusieurs confrontations dans la nuit avec son ancien mentor, Jason se révèle à Batman et après un affrontement où son mentor lui demande pardon, Jason fuit. Plus tard dans la nuit, Jason vient en aide à Batman le libérant de l'épouvantail et permettant à Batman de sauver Gotham.
  - Dans le DLC "Red Hood" faisant suite au jeu, Jason, devenu Red Hood, traque Black Mask et son trafic d'armes et finit par le tuer.
- 2017 : Injustice 2
- 2020 : Lego DC Super-Vilains:
- 2022 : Gotham Knights : Jason est l'un des 4 personnages jouables.